# Borophaga clavata
Borophaga clavata är en tvåvingeart som först beskrevs av Friedrich Hermann Loew 1866.  Borophaga clavata ingår i släktet Borophaga och familjen puckelflugor. Inga underarter finns listade i Catalogue of Life.